# 白羽 (作家)
白羽（1899年—1966年），原名宫竹心，近代武侠小说作家。祖籍山东东阿，出生于天津马厂。

## 生平
白羽自幼喜爱文学。19岁父亲去世后，白羽陷入困顿，曾做过小贩、编辑、教师、书籍、税官、邮差等。受“五四”新文学影响也比较深，曾和鲁迅、周作人兄弟通信，得到他们的指导。1927年在《世界日报》连载武侠小说《青衫豪侠》，得到张恨水的赏识。1938年的《十二金钱镖》使白羽成名。1940年至1950年间，创作了大量的武侠小说。
除武侠小说创作，白羽还从事金文、甲骨文研究、创办正华学校。1949年以通俗文学作家、天津代表身份出席了全国第一次文代会。
1966年3月1日，白羽因患肺病逝世。

## 文学特色
白羽武侠小说武打描写层次分明、注重视觉美，发明了许多蕴含文化色彩的武功招数。白羽的武侠小说还有着“反武侠”的意味。他塑造的人物大多是现实生活中的普通人，除了具有武功，和平凡人一样懦弱、世故、胸无大志，经常丢乖露丑。白羽的武侠小说表现了社会道义沦落、侠义难得伸张的现实、为"北派五大家"之一。
白羽的创作提高了武侠小说的现代性，对之后的新派武侠小说产生了多方面的影响。例如，后来的梁羽生笔名中的“羽”字即来自对白羽文字功力的欣赏。

## 主要作品
- 《青衫豪侠》
- 《十二金钱镖》
- 《偷拳》
- 《武林争雄记》
- 《摩云手》
- 《血涤寒光剑》
- 《大泽龙蛇传》
- 《话柄》（自传）